# Edvard Petrén
Johan Edvard Petrén, född 24 januari 1863 i Husie församling, Malmöhus län, död 28 juni 1930 i Oscars församling, Stockholm, var en svensk jurist.
Petrén var son till kyrkoherden Edvard Petrén, bror till Thure, Alfred, Karl, Bror, Jakob, Gustaf, Viktor, Ebbe och Louise Petrén.
Petrén blev juris kandidat vid Lunds universitet 1887, vice häradshövding 1890, assessor i Hovrätten över Skåne och Blekinge 1897, revisionssekreterare 1900, byråchef för lagärenden i Justitiedepartementet 1901, expeditionschef i Justitiedepartementet 1902–1905. Han var konsultativt statsråd 12 maj till 2 augusti 1905 och justitieråd 1905–1930. Han handhade överinseendet över Nedre justitierevisionen från 1912.
Edvard Petrén är begravd på Norra begravningsplatsen utanför Stockholm.

## Utmärkelser
- Kommendör med stora korset av Nordstjärneorden, 30 september 1914.[7]